# Bantningspreparat
Bantningspreparat är olika typer av mediciner eller kostillskott som ska underlätta bantning. Bantningspreparat är ett klassiskt område för bluffmakare, men det finns några sorter som är bevisat verksamma.
Bantningspreparat är främst avsedda för personer som har ett BMI som indikerar kraftig övervikt eller fetma. Vissa preparat av detta slag finns tillgängliga receptfritt på apotek, medan merparten förskrivs av en läkare. Genom att ta denna typ av läkemedel kan man som patient gå ner cirka 2 till 4,5 kg i kroppsvikt. Alla bantningspreparat ger dock inte en långsiktig viktnedgång, utan de flesta människor återfår sin vikt efter att de har slutat använda preparaten. Undantaget är om förändringar av livsstilen har gjorts, till exempel att ohälsosamma livsmedel har uteslutits ur kosten och att de regelbundet ägnar sig åt fysisk aktivitet.

## Godkända läkemedel
- Orlistat - Xenical, Alli. Orlistat är inte ett bantningsmedel som dämpar aptiten, utan verkar istället genom att binda till lipaser i matsmältningssystemet och förhindra dessa från den sedvanliga nedbrytningen av cirka en tredjedel av det fett patienten äter. Mindre fett upptas därför av tarmen och det fett som inte bryts ner förs istället bort från kroppen.[3]
- Reductil - Reductil var ett aptitdämpande bantningspiller som verkade genom att ge en snabbare mättnadskänsla och således minska patientens intag av kalorier. Läkemedlet avregistrerades under 2010 då biverkningarna inte ansågs överväga fördelarna med produkten.[4]

## Illegala läkemedel
- Efedrin - Det centralstimulerande medlet efedrin har ibland blandats med koffein och sålts som ett fettförbrännande kosttillskott. Numera är det inte längre lagligt att köpa eller sälja naturläkemedel eller kosttillskott som innehåller efedrin. Efedrin är däremot godkänt som ingrediens i receptbelagda läkemedel.[5]
- 2,4-Dinitrofenol (DNP) - Bantningspillret dinitrofenol är förbjudet sedan 1938, på grund av flera rapporterade dödsfall orsakade av överdoser. DNP används dock av en del kroppsbyggare, men det är fortfarande ett olagligt preparat här i Sverige.[5]
- Qsymia - Detta läkemedel kallades tidigare för "Qnexa" och är ett bantningspiller som den amerikanska läkemedelsmyndigheten FDA har godkänt. Läkemedlet kombinerar topiramat och fentermin[6], vilka har visat sig vara effektiva[7] och säkra att använda för viktminskning vid kortvarig användning.[6] Qsymia har dock inte godkänts av Läkemedelsverket.

## Förbränningshöjande medel
- Koffein minskar temporärt aptiten, men det minskade intaget kalorier kompenserar kroppen med ökad aptit senare, och man kunde enligt en undersökning inte se någon skillnad på BMI.[8]
- Efedrin är läkemedelsklassad och ska inte användas utan recept. Det räknas som ett dopingpreparat.[9] Efedrin används för att höja hjärtfrekvensen vid operationer, och finns i vissa astmamediciner. Det är förbjudet i bland annat USA som bantningspreparat.[10]
- Synefrin är ett kamp- och stresshormon som gör en pigg, energisk och man får mättnadskänsla. Det finns i vissa bantningspiller. Minst ett fall av hjärtinfarkt har rapporterats efter intag av ämnet, och läkare varnar för användning av det.[11]
- Clenbuterol klassas som läkemedel och är förbjudet att köpa och sälja i Sverige för mänskligt bruk, det finns som veterinärmedicin. Clenbuterol dopingklassades 1992.[12]

## Omtvistade medel
- Äppelcidervinäger